# Publius Clodius Pulcher
Publius Clodius Pulcher (93-52 f.Kr.) var en populistisk romersk politiker og gadeagitator under det første triumvirat. En af de mest farverige personligheder i sin tid, var Clodius et medlem af den aristokratiske Claudia-slægt, en af Roms ældste og ædleste patricierfamilier, men han fik sig adopteret af en obskur plebejer, så han kunne få sig valgt til plebejertribun. I løbet af sin embedsperiode gennemførte han et ambitiøst lovgivningsprogram, herunder en korngave. Men han huskes hovedsageligt for sine langvarige fejder med politiske modstandere, især Cicero, hvis skrifter byder på antagonistiske, detaljerede beretninger og påstande om Clodius' politiske aktiviteter og skandaløse livsstil. Clodius kom for retten for helligbrøde, efter hans indtrængen i en ceremoni for gudinden Bona Deas, som kun var for kvinder, angiveligt for at forføre Cæsars hustru Pompeia. Hans fejde med Cicero førte til Ciceros midlertidige eksil;, mens hans fejde med Milo endte i hans eget mord, begået af Milos livvagter.

## Baggrund
Født Publius Claudius Pulcher i 93 f.Kr., var Clodius den yngste søn af Appius Claudius Pulcher, som blev konsul i 79 f.Kr. Hans mors navn er usikkert, hun kan have været en datter af Quintus Servilius Cæpio og nedstammede således fra en anden gammel patricierslægt, eller måske søster til Quintus Cæcilius Metellus Celer, og dermed en efterkommer af den plebejiske adel. Publius' ældre brødre var Appius Claudius Pulcher, konsul i 54 f.Kr., og Gaius Claudius Pulcher, praetor i 56 f.Kr., og efterfølgende guvernør i Asien. Hans søstre omfattede Claudia, hustru til Quintus Marcius Rex, Claudia Quadrantaria, Celers hustru, og Claudia Quinta, hustru til Lucius Licinius Lucullus.
Gennem sin familie var Clodius tæt forbundet med en række fremtrædende romerske politikere. Hans svoger, Lucullus, var konsul i 74 f.Kr., mens Celer var konsul i 60, og sidstnævntes bror, Quintus Cæcilius Metellus Nepos, i 57. Mucia Tertia, en halvsøster til Caecilia'erne, var hustru til Gnaeus Pompejus Magnus, og senere Marcus Aemilius Scaurus, prætor i 56 f.Kr. En halvbror, Publius Mucius Scaevola, var en pontifex, mens hans bror Quintus var en augur og plebejertribun i 54 f.Kr.

## Tidlige karriere
Som ung mand i 73 f.Kr. anklagede Clodius overilet Catilina for utroskab med en af de vestalinderne, en alvorlig forbrydelse. Da Catalina blev frikendt, blev Clodius fordømt af Cato og tvunget til at forlade Rom. Han er muligvis rejst mod øst, hvor hans svoger, Lucullus, tjente som prokonsul i krigen mod Mithridates. Han var sammen med Lucullus i 68 f.Kr., hvor Clodius, som følte, at han blev tildelt utilstrækkelig respekt af sin svoger, fremkaldte uro blandt Lucullus' soldater. Året efter forlod Clodius Lucullus og sluttede sig til sin anden svoger, Marcius, som var prokonsul i Kilikien. Udnævnt til leder af en del af Marcius' flåde, blev Clodius taget til fange af pirater. I håb om at vinde sin løsladelse lovede Clodius sine fangevogtere en betydelig belønning, og de anmodede om en løsesum fra Ptolemaios af Cypern, en af romernes allierede. Det tilbudte beløb var så sølle, at det var tydeligt, at Clodius stærkt havde overvurderet sin værdi, og det morede piraterne så meget, at de løslod ham uden at beholde pengene. Ptolemaios' adfærd i affæren fyldte Clodius med had til den cypriotiske hersker. Clodius drog til Syrien, hvor han nær mistede livet under et mytteri, som han også blev anklaget for at have anstiftet.

## Rom og Gallien, 66-62 f.Kr
Clodius vendte tilbage til Rom i 66 f.Kr., i en alder af syvogtyve år. Næsten øjeblikkeligt fik han brug for beskyttelse fra sin svoger, Lucullus. Ikke alene beskyldte generalen Clodius for det mytteri, han havde været udsat for i øst, men den unge Clodius blev anklaget for at føre en incestuøs affære med sin søster, Lucullus' hustru. Lucullus blev skilt fra Claudia, og Clodius ser ud til at have undgået yderligere vanskeligheder gennem bestikkelse og ved at vinde Lucius Licinius Murenas tillid, en nær slægtning til Lucullus. Murena og Clodius var blandt dem, der tog imod penge fra Catilina, som var blevet anklaget for afpresning for sit virke som guvernør i Afrika, og som sikrede hans frifindelse gennem betaling af store pengesummer.
I 64 f.Kr. blev Murena udnævnt til guvernør i Gallia Narbonensis, og Clodius rejste med ham som en del af hans stab. I løbet af sin tid i Gallien berigede Clodius sig selv gennem forskellige kriminelle aktiviteter, som angiveligt omfattede forfalskning af testamenter og drab på arvinger, og han sluttede en række nyttige alliancer. Clodius og Murena vendte tilbage til Rom i 63 f.Kr., i tide til at Murena kunne stå valgt til konsulembedet, i opposition til Catilina. Med støtte fra veteraner, der havde tjent under Lucullus, såvel som fra Cicero, en af konsulerne fra 63 f.Kr., og sandsynligvis fra Clodius, blev Murena valgt, og blev den første af Murena-familien til at opnå konsulatet.
Catilina reagerede på sit nederlag ved at konspirere med andre utilfredse romere for at iscenesætte et oprør. Konspiratorerne håbede at eliminere deres modstandere blandt det romerske aristokrati, især de plebejiske adelige og senatorer, og oprettede et lille, patricier-domineret oligarki. Selvom Clodius var patricier, og det senere passede Cicero at fremstille ham som en deltager i sammensværgelsen, var han ikke involveret. I stedet holdt han sig tæt til Murena og optimaternes sag, som ydede Cicero al hjælp. Efterhånden som dramaet udspillede sig med afsløringen og anholdelsen af de sammensvorne, ser Clodius ud til at have sluttet sig til de mange andre unge fra adelen, som dannede en uformel, men potent og skræmmende livvagt omkring Cicero.
Omkring dette tidspunkt udviklede der sig en splid mellem fraktionerne, da en af Clodius' søstre, formentlig Claudia Quinta, som Lucullus var blevet skilt fra, forsøgte at overtale Cicero til at lade sig skille fra Terentia og ægte hende i stedet. Hendes plan gav bagslag, da Cicero forblev loyal over for sin hustru, mens Terentia var rasende på Claudia og hendes familie.

## Bona Dea-skandalen
I december 62 f.Kr. blev Bona Dea-ritualer afholdt i Regia, den officielle residens for Pontifex maximus, Roms ypperstepræst. Julius Cæsar var blevet valgt til Pontifex maximus året før, under det samme valg, der havde givet anledning til Catalinas sammensværgelse. Fejringen var et helligt mysterium, som alle mænd var udelukket fra. Ikke engang Pontifex maximus kunne være til stede. Ceremonien blev arrangeret af Cæsars hustru, Pompeia, og mor, Aurelia, under opsyn af vestalinderne. Clodius formåede at få adgang til ritualet, forklædt som kvinde, tilsyneladende med den hensigt at forføre Pompeia, men blev opdaget i løbet af aftenen. Clodius blotte tilstedeværelse ved ritualerne var helligbrøde, men at vanhellige ceremonien for at forføre Pontifex Maximus' hustru blev betragtet som en endnu større fornærmelse for gudinden.
Den efterfølgende retssag bragte hele Rom i stå. Lucullus var fast besluttet på at ødelægge sin svogers politiske karriere og derved få hævn over Clodius for at have anstiftet et mytteri blandt hans soldater og ødelagt Lucullus' ægteskab. Han anklagede Clodius for incestum, en alvorlig forbrydelse. Anklagen var tre medlemmer af Cornelia Lentula-slægten, sandsynligvis ledet af Lucius Cornelius Lentulus Crus. Clodius' hovedforsvarer var Gaius Scribonius Curio, en kendt orator, der havde været konsul i 75 f.Kr. Retssagen trak ud i flere måneder, hvor Pompejus vendte tilbage fra øst, og offentlige anliggender blev suspenderet. Vidnerne mod Clodius omfattede Aurelia og en af hendes døtre, samt forskellige husstandsslaver, som hævdede, at Clodius havde begået incest med sin søster, Clodia, Lucullus' hustru. Cæsar hævdede, på trods af fornærmelsen af sit embede og sin ære, intet kendskab til begivenhederne, men han lod sig skille fra sin hustru - ikke, som forklarede han, fordi han troede, at hun ville have givet efter for Clodius' tilnærmelser, men fordi ingen skandale kunne tolereres i Pontifex maximus' husstand. Som Plutarch udtrykker det: "Cæsars hustru må være hævet over mistanke."
Clodius afgav falsk forklaring ved at hævde, at han ikke havde været i Rom på ritualdagen. Cicero kunne tilbagevise dette fiktive alibi, men var tilbageholdende med at gøre det, da han var bevidst om den dybe indvirkning, som Clodius' erklæren for skyldig eller frifindelse kunne have på det romerske samfund. Hans valg blev til sidst besluttet af national- og indenrigspolitik: Cicero var ivrig efter at skabe en afspænding mellem Pompejus og Lucullus, som var i strid om bosættelsen af de østlige provinser. Ved at afgive vidnesbyrd mod Clodius fik han muligheden for at gøre Lucullus en tjeneste. I hans hjem insisterede Ciceros hustru Terentia, der stadig følte sig såret over Claudias forsøg på at forføre sin mand, på at han vidnede mod sin rivals bror. Men på trods af Ciceros og de andre vidners beviser, blev udfaldet af retssagen bestemt af Marcus Licinius Crassus, som bestak nævningene en masse for at sikre Clodius' frifindelse.
Retssagen hjalp Clodius med at skabe alliancer med sine velgørere og uddybede hans fjendtskab over for sine rivaler. Han betragtede Crassus som sin hovedstøtte og var taknemmelig over for Cæsar for at have frasagt sig ethvert direkte kendskab til begivenhederne. Han søgte ingen gengældelse mod dem, der havde ført ham i retten, og han anså det tilsyneladende for en rimelig tilbagebetaling for den uret, han havde begået dem. Imidlertid blev han stærkt fornærmet på Cicero, som havde forsøgt at sørge for hans fald ved at vidne imod ham, og han betragtede den antipati, som Pompejus havde vist ham, som et forræderi. Da Clodius havde vækket utilfredshed blandt Lucullus' tropper i øst, havde det været til Pompejus' fordel, og sidstnævntes rivalisering med både Lucullus og Cicero så ud til at have gjort ham til Clodius' naturlige allierede. Alligevel havde Pompejus ikke løftet en finger for at hjælpe ham under retssagen.

## Familie
Omkring 62 f.Kr. ægtede Clodius Fulvia (ca. 83 – 40 f.Kr.), arving efter Sempronia Tuditani, en adelig familie fra Tusculum. Hun var måske ikke hans første hustru. Cicero omtaler en vis Lucius Natta som Clodius' svoger, selvom det ikke er helt klart, hvem han var, eller hvordan de to mænd var svogre. Clodius og Fulvia fik mindst to børn, der overlevede til voksenalderen: en søn, Publius Claudius Pulcher, som senere blev praetor, og en datter, Claudia, som senere blev Augustus' første hustru.

## Adoption
Da han vendte tilbage fra Sicilien, hvor han havde været kvæstor mellem 61 f.Kr. og 60 f.Kr., søgte Clodius valg som plebejertribun, med den hensigt at hævne sig på sin bitre fjende, Cicero. Patricierne var dog bevidst blevet udelukket fra dette embede, og Clodius var medlem af Roms mest aristokratiske patricierfamilie. For at nå sit mål, valgte Clodius at blive adopteret ind i en plebejisk slægt og dermed give afkald på sin status som patricier. Selvom adoptionen af et medlem af en slægt til en anden var fuldkommen lovlig og en ærværdig praksis i det romerske samfund, var adoptionen arrangeret af Clodius meget uregelmæssig og overtrådte alle de sædvanlige betingelser og juridiske krav i processen. Normalt var adoption kun tilladt for mænd, der var som minimum var midaldrende, og som ikke forventede at kunne få sønner for at videreføre deres arv. Ved at blive som en mands naturlige børn ville en adoptivsøn normalt antage sin nye fars navn, så han, når han blev myndig, kunne give det videre til sine egne børn.
Clodius, der var fireogtredive år gammel i 59 f.Kr. og sandsynligvis havde været gift i tre år, blev adopteret af en vis Publius Fonteius, et medlem af en mindre plebejerfamilie, som var yngre end Clodius selv, og som godt kunne have forventet at blive gift og få sine egne børn. Da adoptionen var ratificeret, og Clodius havde givet afkald på sin patricierstatus, kasserede han sin adoptivfars navn og ændrede i stedet stavemåden til Clodius, som var associeret med plebejerne. Hans søster, Clodia, gjorde det samme. Det bemærkes dog, at Clodius' børn senere ville vende tilbage til den "patriciske" stavning af deres nomen. Clodius' uortodokse adoption var delvis mulig på grund af det faktum, at han havde støtte fra Cæsar, en af konsulerne i det år. Hans plan var vellykket, og Clodius blev valgt til plebejertribun, og tiltrådte embedet den 16. november. Han begyndte straks at forberede sig på at ødelægge Cicero, samtidig med at han gennemførte et omfattende program med populistisk lovgivning, der havde til formål at positionere sig selv som velgører for så meget af samfundet som muligt.

## Tribunat
Clodius tiltrådte sit tribunat den 10. december 59 f.Kr. Han fik det almindelige folk over på sin ved at presse adskillige publikumsvenlige lovforslag igennem, det som blev kendt som Leges Clodiae. Det mest iøjnefaldende var en gave på gratis månedlig majs (korn), udstedt til alle borgere. Dette erstattede de subsidierede kornforsyninger, der blev stillet til rådighed for fattige borgere, oprettet af Cato under hans tribunat i 63. Clodius vedtog også en række foranstaltninger, der indskrænkede forskellige magistraters beføjelser. Blandt disse var deres ret til at forhindre comitia-forsamlingen, Roms borgerforsamlinger, ved at læse varslerne og erklære dem for ugunstige. Denne ret, der oprindeligt havde været forbeholdt augurne, var blevet overdraget til magistraterne af Lex Aelia et Fufia omkring 150 f.Kr. Selv om den ikke på ubestemt tid kunne forhindre comitia i at mødes, kunne den på en given dag bringe sagerne til standsning og forhale eller forhindre vedtagelsen af forskellige foranstaltninger. Clodius' foranstaltning ophævede Lex Aelia og forhindrede derved magistraterne i at bruge dette værktøj til at forsinke eller forhindre forsamlingerne i at handle. En anden foranstaltning forbød censorerne at udelukke enhver borger fra senatet eller at pålægge en borger nogen straf, medmindre han var blevet offentligt retsforfulgt og dømt. Indtil denne lovgivning havde magten til at indskrive nye medlemmer eller udelukke dem fra senatet, til at forringe borgernes status eller udstede andre straffe, gjort censuren til potentielt den mest magtfulde magistrat.

### Ciceros eksil
Tilsyneladende forbundet til denne indskrænkning af magistratens magt, indførte Clodius også en lov, der truede enhver offentlig embedsmand, der havde henrettet en romersk statsborger uden en retssag, med eksil. Denne foranstaltning var direkte rettet mod Cicero, der som konsul i 63 havde slået Catalinas sammensværgelse ned og beordret henrettelsen af dets ledende medlemmer, før de kunne stilles for retten. Cicero hævdede, at senatus consultum ultimum, der bemyndigede ham til at håndtere sammensværgelsen, frigjorde ham for straf, og han søgte støtte fra forskellige senatorer og konsulerne, særligt Pompejus, for at undgå konsekvenserne af Clodius' lovgivning. I foråret 58 f.Kr., da det stod klart, at der ingen hjælp var at hente, drog Cicero til eksil i Grækenland og ankom til Thessaloniki den 29. maj Samme dag, som Cicero forlod Italien, foreslog Clodius en anden lov, som forbød Cicero at nærme sig inden for 640 km af Italien og konfiskerede hans ejendom. Lovforslaget blev vedtaget, og Ciceros hus på Palatinerhøjen blev ødelagt af Clodius' tilhængere, ligesom hans villaer i Tusculum og Formiae. Clodius beordrede konfiskation og auktion af Ciceros ejendom i Rom, og fik bygget et tempel dedikeret til Libertas, på stedet hvor hans rivals hus havde ligget, så hvis Cicero nogensinde vendte tilbage fra eksil, kunne han ikke vende tilbage til stedet. Til sin skuffelse var Clodius ikke i stand til at finde købere til Ciceros andre ejendomme.
Efter at have observeret, at vold og fysisk magt var blevet et levedygtigt værktøj til at opnå dominans i romersk politik, udtænkte Clodius en genial plan for at opnå støtte fra forskellige kollegier, bestående af lokale handelsforeninger, sociale og politiske klubber, som han havde til hensigt at bruge som private bander. Han genoplivede Compitalia, en religiøs festival, hvortil disse kollegier traditionelt havde organiseret gadefester. Disse sammenslutninger var blevet gjort forbudt af senatet i det foregående årti, og ved at legalisere dem igen opnåede Clodius deres medlemmers loyalitet. Clodius erhvervede således en privat styrke af bøller, som han brugte til at kontrollere Roms gader og fordrive tilhængerne af sine politiske modstandere. Disse bander angreb enhver politiker, der vovede at konfrontere deres protektor, og brugte forskellige former for chikane, herunder forulempelse og tæsk på gaderne, højlydt buh-råb, ved legene at overdænge modstandere med skidt, belejring af deres huse ved at kaste med sten og andre våben eller endda forsøge at brænde dem ned. Således blev modstanden mod Clodius dæmpet, og han blev "kongen af de romerske gader".

### Forholdet til triumvirerne
Med Cicero væk, og opbakning fra almindelige romere, blev Clodius hurtigt en formidabel magt i romersk politik. Men hans dominans var ikke ukontrolleret. Pompejus, Crassus og Cæsar havde dannet en politisk alliance, der blev kendt som det første triumvirat. Alle tre havde været konsul. Pompejus og Cæsar var formidable militære ledere, mens Crassus måske var den rigeste mand i Rom. Selvom han modtog lidt opmærksomhed fra Pompejus, havde Clodius draget direkte fordel af Crassus' støtte, som havde hjulpet ham med at undslippe straf i Bona Dea-skandalen og af Cæsars overbærenhed ved samme lejlighed, selvom Clodius havde gjort ham en væsentlig skade. Det lå således i Clodius' interesse at efterkomme triumviratets ønsker. I begyndelsen af sit tribunat havde Clodius nedlagt veto mod en tale af Marcus Calpurnius Bibulus, som en gestus til støtte for Cæsar, som var ved at forlade konsulatet.
Clodius fandt hurtigt en mulighed for at handle mere beslutsomt til fordel for triumviratet og i processen opnå en vis personlig hævn, da han vedtog et lovforslag, der ophævede Ptolemaios af Cyperns kongedømme og annekterede øen til den romerske republik. Clodius havde aldrig tilgivet Ptolemaios for fornærmelsen af hans værdighed, da han var blevet holdt fanget af pirater et årti tidligere, og Ptolemaios havde tilbudt en ubetydelig løsesum for hans løsladelse. Medlemmerne af triumviratet foreslog, at Cato den Yngre blev udnævnt til propraetor til at tage øen og dens kongelige skatte i besiddelse og til at præsidere over den administrative indlemmelse af Cypern i den romerske provins Kilikien. Clodius indvilligede uden videre, da udnævnelsen virkede i hans og triumviratets interesser. Cato var en potentiel modstander af både Clodius og triumvirerne, og hans pligter ville holde ham væk fra Rom i mere end to år. Samtidig gjorde den prestige og de muligheder, som udnævnelsen gav Cato, ham modtagelig for Clodius' handlinger og fik Cato, en dygtig taler, til at modsætte sig Clodius' rivaler, da de angreb hans legitimitet.
Clodius' forhold til triumviratet forværredes dog, da Pompejus kritiserede hans politik og forelagde muligheden for at tilbagekalde Cicero fra eksil. Forarget begyndte Clodius at chikanere Pompejus, efter sigende med Crassus' hemmelige godkendelse. Da generalen begyndte at diskutere muligheden for at tilbagekalde Cicero med en anden af tribunerne, organiserede Clodius et forsøg på at myrde ham. I august 58 f.Kr. iværksatte Clodius' bander en blokade af Pompejus' hus, hvilket tvang ham til at blive hjemme indtil udgangen af året. Frustreret over sin manglende evne til at eliminere en modstander, vendte Clodius sig mod Cæsar ved at erklære sin konsulære lovgivning fra det foregående år ulovlig. Denne handling satte imidlertid tilbagekaldelsen af Cicero i gang. Da Clodius nedlagde veto mod et lovforslag om sin rivals tilbagekaldelse, som blev støttet af otte andre tribuner, indvilligede Cæsar i at støtte lovforslaget, hvis det blev fornyet efter Clodius' embedsperiode udløb i december. I januar 57 f.Kr. forsøgte en af de nye tribuner at vedtage lovforslaget, men hans forsøg blev forpurret af voldelige handlinger fra Clodius' bander. Pompejus valgte at svare igen med samme mønt og gav grønt lys til, at tribunerne Titus Annius Milo og Publius Sestius kunne rejse deres egne styrker for at modsætte sig Clodius' bøller. Disse nye bander blev trænet og ledet af erfarne gladiatorer. Gadekampene fortsatte gennem første halvdel af året, men Clodius' forsøg på at forhindre Ciceros tilbagekaldelse mislykkedes til sidst.
Da taleren var vendt tilbage fra sit eksil, fik arbejdere til opgave at genopbygge hans hus på offentlighedens regning. Clodius lod bygherrerne angribe, fik Cicero angrebet på gaden og sat ild til hans bror Quintus' hus. Året efter, 56 f.Kr., var Clodius curule aedile og anklagede Milo, en nær ven af Cicero, for vi, eller offentlig vold, for at have forsvaret sit hus mod Clodius' bøller og for at holde bevæbnede bander i sin tjeneste, mens han var en privat borger. Forsøg på at stille Milo for retten blev gentagne gange hindret af gadevold, og til sidst droppede Clodius sagen.

## Død
Ved valget i 53 f.Kr., hvor Milo var kandidat til konsulatet og Clodius til praetorembedet, opstod der voldelige sammenstød i Roms gader mellem Clodius' og Milos bander Clodius, hvilket to gange forsinkede valget.
Den 18. januar 52 f.Kr. vendte Clodius tilbage til Rom ad Via Appia fra et besøg i Ariccia, omkring 25 km sydøst for Rom. Clodius rejste let med en gruppe på 30 bevæbnede slaver og, ualmindeligt for ham, uden sin hustru. Ved et tilfælde rejste Milo den anden vej med sin hustru samt en eskorte, som omfattede gladiatorer, og de to grupper mødte hinanden nær Bovillae, 18 km fra Rom. Mødet mellem de to grupper forløb uden hændelser, indtil det sidste par bagerst i hvert gruppe begyndte et slagsmål. Man mente dengang, at Clodius vendte om og blev såret af et spyd kastet af en af gladiatorerne i Milos gruppe. Han blev bragt til en nærliggende kro for at pleje han sår, mens hans slaver blev dræbt eller drevet væk.
Milo tog beslutningen om, at en levende politisk fjende var farligere end en død og beordrede sine gladiatorer til at dræbe den sårede Clodius. Liget blev opdaget af en forbipasserende senator og ført tilbage til Rom. Der samlede Clodius' hustru og to tribuner sine tilhængere for at bruge Curia som Clodius' begravelsesbål, hvilket resulterede i ødelæggelsen af Curia Hostilia. Denne handling og behovet for at genoprette ro og orden i Rom menes at være hovedårsagerne til Senatets udnævnelse af Pompejus til enekonsul.
Den senere retssag mod Milo kom til at blive berømt for Ciceros forsvar af den anklagede Milo med hans berømte tale, Pro Milone, som dog i sidste ende ikke kunne redde Milo fra eksil, da afbrydelserne og tilråbene fra Clodius' tilhængere gjorde det svært for ham at blive hørt. Derudover blev nævninge under soldaternes nærvær presset til at tage en beslutning i overensstemmelse med Pompejus' ønsker.

## Eftermæle
Efter Clodius' død ægtede Fulvia først Gaius Scribonius Curio, plebejertribun i 50 f.Kr.; og senere Marcus Antonius, triumviren. I begge ægteskaber fødtes ingen børn.
Clodius' søn, Publius Claudius Pulcher, blev sandsynligvis født mellem 62 og 59 f.Kr. Han opnåede kun lidt i det offentlige liv: Valerius Maximus beskriver ham som et sløv nul, der kun var nået praetorembedet gennem Det andet triumvirats indflydelse, og som døde omgivet af skandaler pga. luksuriøse udskejelser og et besat forhold til en prostitueret, sandsynligvis efter 31 f.Kr. En inskription om ejerskabet af en dyr egyptisk alabastvase, der engang var ejet af Clodius' søn, har overlevet og fortæller om hans korte officielle karriere. Denne bekræfter også de litterære beviser for, at Clodius var søn af Appius Claudius Pulcher, konsul i 79 f.Kr., og barnebarn af Appius Claudius Pulcher, konsul i 143 f.Kr.
Clodius' datter, Claudia, blev sandsynligvis født mellem 57 og 55 f.Kr. Omkring 43 eller 42 f.Kr., mens hun stadig var ret ung, var hun blevet gift med den unge Octavian. Dette var et politisk ægteskab, arrangeret for at forsone Octavian med Claudias stedfar, Marcus Antonius, da de to mænd og deres tilhængere kæmpede mod flere andre fraktioner om kontrollen over den romerske stat. Men i 41 f.Kr. sluttede Claudias mor, Fulvia, sig til sin svoger, konsulen Lucius Antonius, for at samle otte legioner mod Octavian, i det, der er blevet kendt som Perusinerkrigen. Det resulterende fjendskab mellem triumvirerne gav Octavian en undskyldning for at lade sig skille fra Claudia i 40 f.Kr. Hun levede stadig i 36 f.Kr., men hendes efterfølgende skæbne er ukendt.

### Sex og politik i den sene republik
"Hvis republikken skal ødelægges af nogen", tordnede Cicero mod Clodius i falsk resignation, "lad den i det mindste blive ødelagt af en rigtig mand". Clodius' transvestitisme i Bona Dea-skandalen kom til at forsyne Cicero med skældsordsskyts i årevis. Som andre populare-politikere på hans tid, som f.eks. Cæsar og Marcus Antonius, blev Clodius anklaget for at udøve en seksuel magnetisme, der tiltrak både kvinder og mænd og forstærkede hans politiske karisma: "Clodius' seksuelle magt, hans mistænkte evne til at vinde Cæsars hustru over, kan læses som en indikation på styrken af hans politiske indflydelse".
Ciceros anklager om seksuel udsvævelse mod Clodius, herunder forsøget på at forføre Cæsars hustru til utroskab og hans incestuøse forhold til hans søstre er ikke blevet større over tid, da Clodius' ægteskab med den formidable Fulvia ser ud til at have været en varig troskabsmodel, indtil døden afbrød den. Samtidig kunne selv hengivenhed til ens hustru fortolkes af vogterne af traditionelle værdier som en underminering af ens manddom, da det indebar afhængighed af en kvinde.

## I skønlitteraturen
- Clodius spiller en mindre rolle i The Ides of March, en brevroman fra 1948 af Thornton Wilder, der omhandler karakterer og begivenheder, der førte til og kulminerede med mordet på Julius Cæsar. Clodius' mulige involvering med Cæsars anden hustru Pompeia og hans forsøg på at deltage i Bona Deas hemmelige ritualer nævnes.
- Clodius er en nøglespiller i Colleen McCulloughs Masters of Rome-serie i bøgerne Caesar's Women og Caesar. Alle hans bedrifter fra hans tid i østen til hans død i 52 f.Kr. er skildret som et sidehandling til den større historie
- Clodius optræder flere gange i Roma Sub Rosa, en serie af romaner af den amerikanske forfatter Steven Saylor. A Murder on the Appian Way fortæller historien om hans død. I Saylors forrige roman, The Venus Throw, optræder Clodius både som sin søster Clodias hovedstøtte og muligvis også hendes elsker, idet hun forsøger at afværge sin forbitrede ekskæreste, digteren Catullus og søger hævn over en anden, Marcus Caelius.
- Clodius spiller også en central rolle i Robert Harris' romaner Lustrum (udgivet som Conspirata i USA) og Dictator, efterfølgerne til Imperium, som fortæller om Marcus Tullius Ciceros karriere.
- Clodius er en hovedskurk til helten Decius Caecilius Metellus i SPQR-serien af John Maddox Roberts. Seriens tredje bog, The Sacrilege, omhandler Bona Dea-skandalen.

## Fodnoter
1. ↑  Tatum fastsætter tidspunktet for Clodius og Fulvias bryllup til mellem 62 og 59 f.Kr., sandsynligvis under Murenas konsulskab i 62 f.Kr.
2. ↑  I en sætning af usikker autenticitet, kalder Servius ham for "Pinarius Natta". Natta var et efternavn tilhørende den gamle  Pinaria-slægt, men det vides ikke om den har ekesisteret i Fulvia-slægten. Drumann konkluderer, at Clodius først var gift med en søster til Lucius Pinarius Natta, andre historikere har foreslået, Fulvias bror var en ellers ukendt Lucius Fulvius Natta.[16][17]

### Samtidige kilder
- Marcus Tullius Cicero, De Domo Sua, De Haruspicum Responsis, De Provinciis Consularibus, Epistulae ad Atticum, Epistulae ad Familiares, Epistulae ad Familiares, In Pisonem, Pro Caelio, Pro Milone, Pro Sestio.
- Quintus Asconius Pedianus, Commentarii, Cæsar Giarratano, red., Rom (1920), genoptrykt af Adolf M. Hakkert, Amsterdam (1967).
- Lucius Mestrius Plutarchus (Plutarch), De ædle grækeres og romeres liv.
- Cassius Dio, romersk historie.

### Moderne værker
- I. Gentile, Clodio e Cicerone, Milano (1876).
- ES Beesley, "Cicero og Clodius," i Fortnightly Review, v.; G. Lacour-Gayet, De P. Clodio Pulchro, Paris (1888), og i Revue historique (sept. 1889).
- Gaston Boissier, Cicero og hans venner, (1897).
- H. White, Cicero, Clodius og Milo (New York, (1900).
- Thomas Stangl, Ciceronis Orationum Scholiastae: Asconius. Scholia Bobiensia. Scholia Pseudoasconii Sangallensia. Scholia Cluniacensia et recentiora Ambrosiana ac Vaticana. Scholia Lugdunensia sive Gronoviana et eorum excerpta Lugdunensia (The Scoliasts on the Orations of Cicero) Wien (1912), genoptrykt af Georg Olms, Hildesheim (1964).
- Andrew Lintott, "P. Clodius Pulcher – Felix Catilina ?", i Grækenland og Rom, ns 14, pp. 157-169 (1967); Vold i det republikanske Rom, Oxford University Press, (1968).
- Philippe Moreau, Clodiana religio. Un procès politique en 61 av. J.-C. , Les Belles Lettres, Paris (1982),ISBN 2-251-33103-4
- W. Jeffrey Tatum, The Patrician Tribune: P. Clodius Pulcher: Studies in the History of Greece and Rome, University of North Carolina Press (1999),ISBN 0-8078-2480-1
- Wilfried Nippel, Publius Clodius Pulcher – "der Achill der Straße", i Von Romulus zu Augustus. Große Gestalten der römischen Republik, Karl-Joachim og Elke Stein-Hölkeskamp, red. , Beck, München, pp. 279-291 (2000),ISBN 3-406-46697-4
- Stanisław Stabryła, "P. Clodius Pulcher: en politiker eller en terrorist," i Violence and Aggression in the Ancient World, Jerzy Styka, red. , Kraków, Ksiegarnia Akademicka (2006, Classica Cracoviensia, nr. 10).
- L. Fezzi, Il tribuno Clodio, Laterza, Rom-Bari (2008),ISBN 88-420-8715-7
- Richard Billows, Julius Cæsar: The Colossus of Rome, Routledge (2009),ISBN 0-203-41276-1